# 菲什基尔
菲什基尔（英語：Fishkill）是美国纽约州达奇斯县的一个镇，地处达奇斯县西南部、紧邻比肯市，位于纽约市以北60英里处。2010年美国人口普查时，该镇有22107人。其面积为32平方英里。